# Habbo Gerhard Lolling

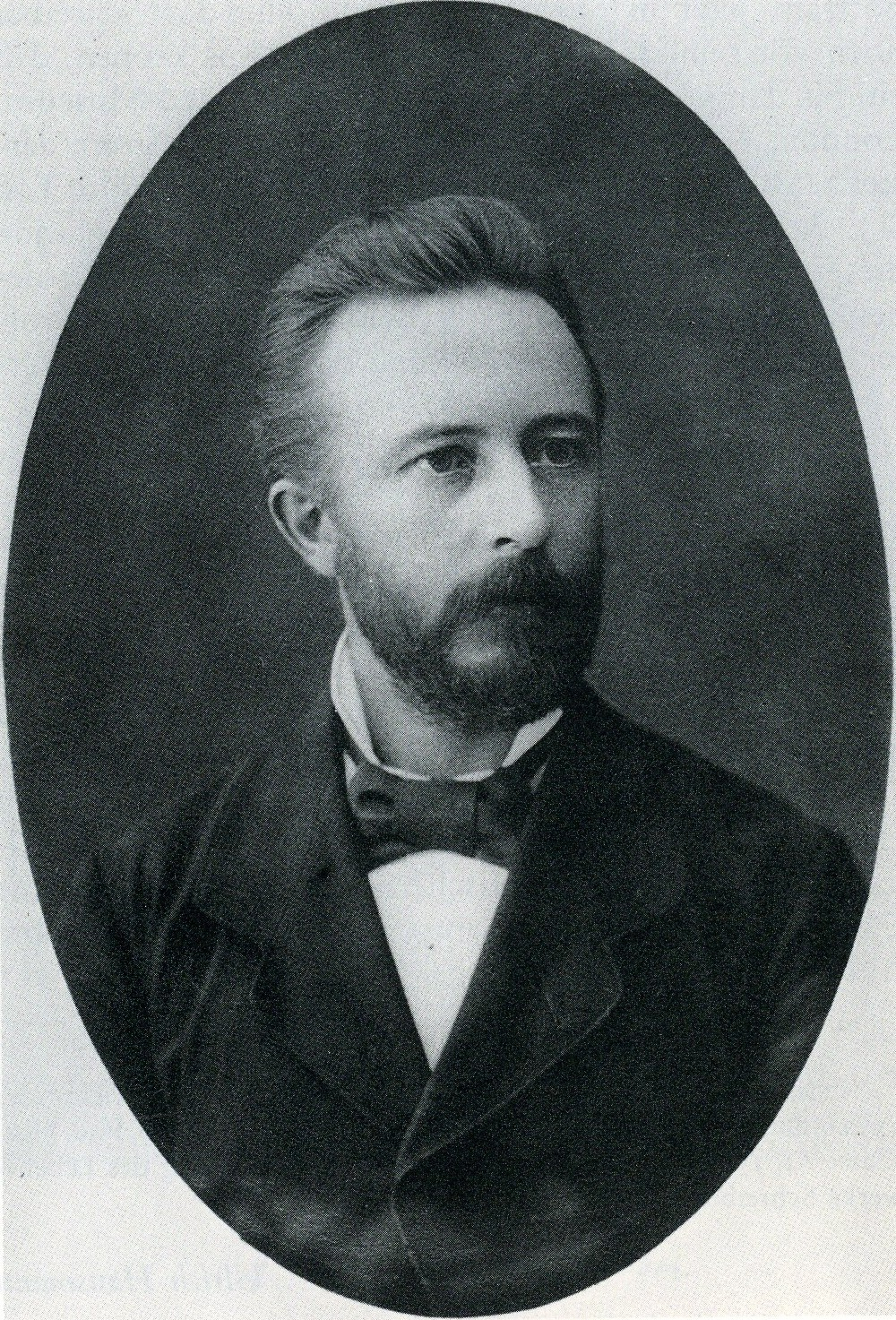
Habbo Gerhard Lolling

Habbo Gerhard Lolling (* 23. November 1848 in Tergast bei Emden; † 22. Februar 1894 in Athen) war ein deutscher Klassischer Archäologe.

## Leben

### Kindheit und Studium
Habbo Gerhard Lolling war der Sohn eines Dorfschullehrers in Ostfriesland. Er wurde in Tergast geboren und wuchs in Larrelt auf. Nach Vorbildung in der Schule seines Vaters besuchte er das Gymnasium in Emden. Bereits in seiner Gymnasialzeit begann Lolling, Neugriechisch und Italienisch zu lernen. Ab 1868 studierte er Klassische Philologie, Geschichte und Archäologie an der Universität Göttingen. Von seinen akademischen Lehrern, zu denen unter anderem Ernst Curtius, Hermann Sauppe und Kurt Wachsmuth gehörten, beeinflusste ihn besonders der Archäologe Friedrich Wieseler. Er regte Lolling zu seiner Dissertation über die Medusa an (De Medusa), mit der Lolling 1871 promoviert wurde. In den folgenden Monaten arbeitete Lolling als Hilfslehrer am Gymnasium und an der Bürgerschule in Clausthal und bereitete sich auf das Lehramtsexamen vor, das er im Herbst 1872 bestand.

### Reisen und Forschung in Griechenland
Nach dem Examen verbrachte Lolling sein weiteres Leben in Griechenland, hauptsächlich in Athen. Seine einzige Reise nach Deutschland unternahm er 1882, als seine Mutter starb.
Auf Empfehlung seines Lehrers Wieseler erhielt Lolling 1872 eine Hauslehrerstelle beim deutschen Konsul in Athen, dem Buchhändler Karl Wilberg. Lolling unterrichtete vier Jahre lang dessen Söhne und bereiste in seiner Freizeit das umliegende Land. Als seine Stelle 1876 auslief, verschaffte der Verleger Karl Baedeker (der Jüngere) Lolling eine neue Stelle, die einen längeren Aufenthalt in Griechenland ermöglichte: Lolling sollte für den Baedeker-Reiseführer einen Band über Griechenland verfassen. Dazu reiste er zwei Jahre lang durch das Land und sammelte Notizen. Das dabei entstandene Manuskript war für die Zwecke der Verlagsreihe zu umfangreich und wurde nur in einer Auflage von zwölf Exemplaren gedruckt.
Nach seiner Reise für den Baedeker-Verlag sammelte Lolling Erfahrungen als Feldarchäologe. 1878 bereiste er die ionischen Inseln und Kleinasien, wo er Carl Humann bei der Grabung in Pergamon unterstützte. Von April bis Juni 1879 leitete er zusammen mit Panagiotis Stamatakis die Ausgrabung eines mykenischen Kuppelgrabs beim attischen Dorf Menidi.
Ein festes Einkommen hatte Lolling erst wieder ab dem Sommer 1879. Er wurde beim Deutschen Archäologischen Institut in Athen als Bibliothekar angestellt. Gemeinsam mit Paul Wolters arbeitete er in der Redaktion der Mitteilungen des Deutschen Archäologischen Instituts, Athenische Abteilung. Als Mitarbeiter des DAI hatte er die Möglichkeit, seine Forschungsreisen in Griechenland und Kleinasien fortzusetzen. Die Erfahrungen und Ergebnisse seiner Reisen veröffentlichte er in zahlreichen Aufsätzen und Artikeln in deutschen und griechischen Fachzeitschriften. Lollings Forschungsschwerpunkt waren Topographie und Epigraphik.
Neben seiner Forschungsarbeit und seiner Tätigkeit für das Athener Institut bearbeitete Lolling den Griechenland-Reiseführer für den Baedeker-Verlag federführend. Die erste Ausgabe erschien 1883, die zweite und dritte Auflage folgten 1888 und 1893. Im Vorwort dieser Ausgaben wird er gewürdigt.
Lolling verlor 1888 seine Stelle beim DAI, weil dem Institut die finanziellen Mittel fehlten. Der griechische Generalephoros Panagiotis Kavvadias bot ihm eine Stelle beim Archäologischen Nationalmuseum in Athen an. Hier war Lolling als Konservator mit der Katalogisierung des Bestands und mit der Auswahl der Ausstellungsstücke beauftragt. Über dieser Arbeit starb er am 22. Februar 1894, im Alter von 45 Jahren, an den Folgen von Überarbeitung und jahrelangen strapaziösen Reisen.
Das Interesse an Lollings archäologischen Arbeiten ist besonders im späten 20. Jahrhundert erwacht. Seine Erstfassung des Griechenland-Reiseführers, der „Ur-Griechenland-Baedeker“, erschien 1989 im Nachdruck unter dem Titel Reisenotizen aus Griechenland: 1876 und 1877 auf Initiative des Deutschen Archäologischen Instituts in Athen. 1994 organisierte das DAI in Athen die Fachtagung H. G. Lolling und die griechische Landeskunde und Epigraphik.